# Reacción exotérmica

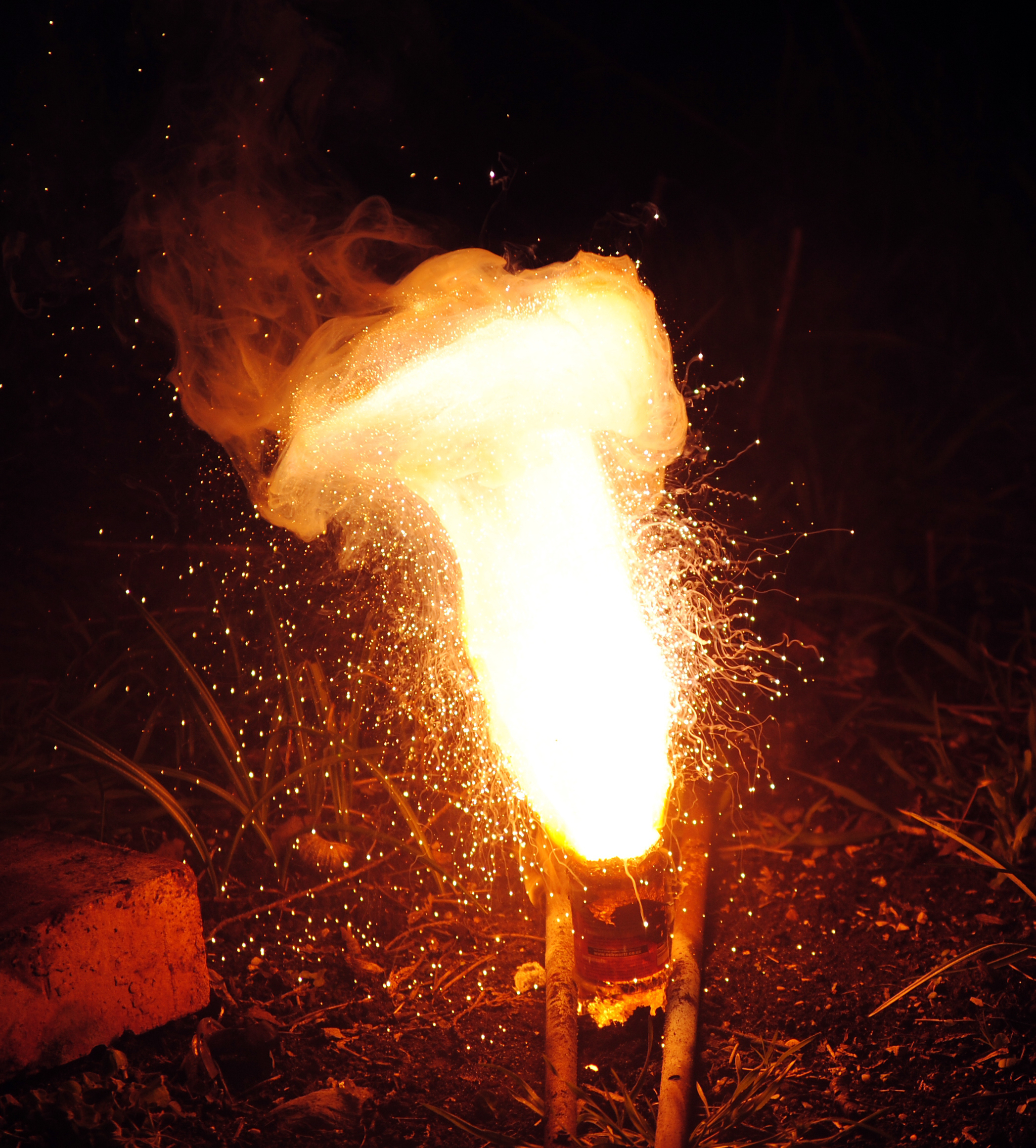
La termita es una composición pirotécnica que libera grandes cantidades de luz y calor.

Se denomina reacción exotérmica a cualquier reacción química que desprenda energía, ya sea como luz o calor, o lo que es lo mismo: con una variación negativa de la entalpía; es decir: {\displaystyle \Delta _{\rm {r}}H<0}. El prefijo exo significa «hacia fuera». Por lo tanto se entiende que las reacciones exotérmicas liberan energía. Considerando que A, B, C y D representen sustancias genéricas, el esquema general de una reacción exotérmica se puede escribir de la siguiente manera:
{\displaystyle A+B\rightarrow C+D\quad \Delta _{\rm {r}}H<0}

Sucede principalmente en las reacciones de oxidación. Cuando estas no son intensas pueden generar fuego.
Si dos átomos de hidrógeno no reaccionan entre sí, se integran a una molécula, el proceso es exotérmico.
Son cambios exotérmicos las transiciones de gas a líquido (condensación) y de líquido a sólido (solidificación).
Un ejemplo de reacción exotérmica es la combustión. En donde la temperatura va aumentando dependiendo a la absorción de calor.
La reacción contraria, que consume energía, se denomina reacción endotérmica.